# 르네 클레망
르네 클레망(프랑스어: René Clément, 1913년 3월 18일~1996년 3월 17일)은 프랑스의 영화감독, 각본가이다.
건축학교에서 수학하였으며, 1931년 중퇴 후 카메라맨이 되었다. 제2차 세계 대전 직후 레지스탕스를 다큐멘터리 수법으로 묘사한 《철도 전쟁(La Bataille du Rail)》(1946년)으로 감독의 자리로 진출하였다. 그의 수법은 항상 기록적이며 중후(重厚)하며, 일관적으로 자유와 평화를 테마로 하였다.

## 대표작
- 《바다의 이빨》
- 《철격자(鐵格子)의 저쪽》
- 《금지된 장난》(1952년)
- 《목로주점》
- 《태양은 가득히》(Plein Soleil,1960년)
- 《파리는 불타고 있는가》(Paris brûle-t-il?, 1966년)
- 《파리는 안개에 젖어》(La Maison sous les arbres, 1971년)
- 《들판을 달리는 토끼》(La Course du lièvre à travers les champs, 1972년) 등 다수.

## 참고 문헌
- 이 문서에는 다음커뮤니케이션(현 카카오)에서 GFDL 또는 CC-SA 라이선스로 배포한 글로벌 세계대백과사전의 내용을 기초로 작성된 글이 포함되어 있습니다.